# Vila Chã de Ourique
Vila Chã de Ourique is een plaats (freguesia) in de Portugese gemeente Cartaxo en telt 2 948 inwoners (2001).